# 荒牧鉄雄
荒牧 鉄雄（あらまき てつお、1900年9月25日 - 1992年3月8日）は、日本の英文学者・英語教育者。青山学院女子短期大学名誉教授。

## 概要
福岡県八幡市出身。1918年福岡県立東筑中学校卒業、親を失い母校で教える。1923年東京外国語学校卒業、西南学院高等学部教授兼中学部教諭。1925年武蔵高等学校教授。1943年東海大学の創立に参加し教授。1951年青山学院女子短期大学教授。1971年定年退任、名誉教授。武蔵高等学校在職中から多くの受験参考書を執筆した。
長男の荒牧重雄（1930年- ）は火山学者（東大、北大、日大教授）。

## 編著書
- 『英文法新指導 受験本位』盛林堂 1935
- 『詳解英文解釋研究』三省堂 1937
- 『現代英文解釋法』三省堂 1938
- 『英作文講話』研究社出版 1941
- 『英文解釈の研究 修正版』三省堂出版 1948
- 『中學英作文講話』研究社 1948
- 『高等英文法』三省堂出版 1949
- 『チョイス英和辞典』編 弘道館 1949
- 『和文英訳の研究』三省堂出版 1949
- 『中学生の英語 徹底的研究』日栄社 1950
- 『高等英文解釈読本』開文館 1950
- 『現代英文法』三省堂 1950
- 『現代英作文』三省堂 1951
- 『基礎英語研究』日栄社 1951
- 『実力完成重要英単語の活用』三省堂出版 1951
- 『実力完成基本英單語の覚え方』三省堂出版 1952
- 『受験英文解釈問題集』編 三省堂出版 1952
- 『現代総合英語』三省堂出版 1954
- 『高等英作文読本』開文社 1955
- 『新受験英文解釈問題集』編 三省堂出版 1956
- 『入門英作文講話』研究社出版 1956
- 『簡約英文法読本 高校補習用』三省堂 1957
- 『A higher English grammar』三省堂 1958
- 『現代英語の総合研究』三省堂 1960
- 『学研英文法』学習研究社 1962
- 『大学入試英文解釈重要問題集』編 三省堂 1963
- 『必修英文法』山口書店 1964
- 『現代英単語熟語』三省堂 1966
- 『高校生のポケット英語学習辞典』編著 学習研究社 1966
- 『モーム慣用句辞典』編 大学書林 1966
- 『英文解釈 大学入試重要問題』編 三省堂 1967
- 『英和小辞典 カナ発音』編 大学書林 1971
- 『カナ発音英和小辞典』編 大学書林 1972
- 『海外旅行ポケット英会話 付録・和英小辞典』大学書林 1975
- 『英和中辞典』編 大学書林 1976
- 『英文解釈基本文500』大学書林 1977
- 『英文解釈応用問題200』大学書林 1978
- 『和文英訳応用問題200』大学書林 1978
- 『和文英訳基本文500』大学書林 1978
- 『作家にまなぶ英文の読み方』大学書林 1979
- 『たのしい英作文』大学書林 1979
- 『やさしい英作文』大学書林 1979
- 『和文英訳の力だめし』大学書林 1979
- 『英語総合演習』大学書林 1980
- 『英語の語句と構文総まとめ』大学書林 1980
- 『英文の基礎と応用』大学書林 1980
- 『英文法テスト問題』大学書林 1980
- 『分類英語単語集』編 大学書林 1980
- 『和文英訳18章』大学書林 1980
- 『和文から英文へ』大学書林 1980
- 『英作文表現法』大学書林 1981
- 『現代英文演習』大学書林 1981
- 『推理で覚える英単語』大学書林 1981
- 『ためされる英語の語句と構文』大学書林 1981
- 『英作文の王道』大学書林 1982
- 『英文和訳101題』大学書林 1982
- 『英単語の覚え方』大学書林 1983

### 共編著
- 『基礎実用英語 前編 4版』小野赳共編 弘道館 1948
- 『英文解釈の基本文例 実力完成』増野肇共著 三省堂出版 1952
- 『高校補習英文解釈問題集』小野達共編 三省堂出版 1955
- 『高校補習英作文問題集』小野達共編 三省堂出版 1955
- 『高校補習英文法問題集 正誤問題中心』小野達共編 三省堂出版 1956
- 『文法完成生きた中学英語 アチーブ詳解』長谷川正夫共著 日栄社 1957
- 『生きた高校英語 文法完成』長谷川正夫共著 日栄社 1958
- 『英文解釈の問題点 受験必修』増野肇共著 南雲堂 1958
- 『英詩読本』岡地嶺共著 開文社 1959
- 『新英文解釈 作家中心』岩田一男共著 文一出版 1959
- 『英文学読本』岡地嶺共著 開文社 1960
- 『アメリカ文学読本』内田昭一郎共著 開文社 1968
- 『英和独和混合辞典』妹尾泰然共編 大学書林 1972
- 『カナ発音英和西和小辞典』瓜谷良平共編 大学書林 1972
- 『英和西和混合辞典』瓜谷良平共編 大学書林 1975
- 『リズムで覚える入試英単語』田島伸悟共著 三省堂 1978
- 『英和仏和混合辞典』伊東英共編 大学書林 1980